# Qomīsh
Qomīsh (persiska: قُميش, قُماش, كُمَش, قمیش, قَمش, قَمِش) är en ort i Iran.   Den ligger i provinsen Lorestan, i den västra delen av landet, 400 km sydväst om huvudstaden Teheran. Qomīsh ligger 1 903 meter över havet och antalet invånare är 596.
Terrängen runt Qomīsh är kuperad.Runt Qomīsh är det ganska tätbefolkat, med 56 invånare per kvadratkilometer. Närmaste större samhälle är Nūrābād, 16,7 km öster om Qomīsh. Trakten runt Qomīsh består till största delen av jordbruksmark.